# Жуков, Виктор Николаевич (писатель)
Виктор Николаевич Жуков (1928—1988) — писатель и поэт, а также талантливый художник-вырезальщик, один из немногих продолжателей традиций полузабытого в настоящее время в России искусства силуэтной миниатюры.

## Биография
Виктор Николаевич Жуков родился в Ташкенте, в 1950 г. окончил Московский государственный университет и аспирантуру при кафедре экономики МГУ им. М. В. Ломоносова. Много лет проработал в Институте экономики АН. Самым большим увлечениями Виктора Николаевича Жукова были альпинизм и вырезание силуэтов. Он создал более 2000 произведений этого редкого жанра. Обычно художник объединял миниатюры в циклы. Горам посвящены — «Объяснение в любви», «Истина познаётся в горах», «Прощание»; есть циклы, отданные тончайшим силуэтам цветов, насекомых и птиц. Совершенно уникальны его серии фантазийных микроминиатюр в стиле почтовых марок.
Виктор Николаевич Жуков был настоящим философом игры чёрного и белого. Это особенно проявилось в его сатирических работах, таких как циклы «Космические штампы», «Земля со стороны», «Из жизни киберов» и другие. Подобно Херлуфу Бидструпу и Жану Эффелю, он сопровождал свои работы подписями и названиями. Текст должен — по замыслу автора — не просто пояснять картинку, а высвечивать сюжет неожиданной, подчас скрытой стороной.

## Выставки
При жизни художника состоялась только одна персональная выставка в Москве, в Государственной библиотеке иностранной литературы в 1968 г. Принимал участие во всесоюзных выставках (Челябинск, Харьков, Вильнюс). После смерти художника был издан альбом силуэтного цикла «Дикость» (М., 2001).